# Hipogonadismo
Hipogonadismo  significa atividade funcional diminuída das gônadas - os testículos ou os ovários - que pode resultar em produção reduzida de hormônios sexuais. Baixos níveis de androgênio (por exemplo, testosterona) são chamados de hipoandrogenismo e baixos níveis de estrogênio (por exemplo, estradiol) são chamados de hipoestrogenismo. Esses são responsáveis pelos sinais e sintomas observados tanto em homens quanto em mulheres. 
O hipogonadismo, comumente referido pelos sintomas de "baixa testosterona" ou "baixo T", também pode diminuir a secreção de outros hormônios pelas gônadas, incluindo progesterona, DHEA, hormônio anti-Mülleriano, ativina e inibina. O desenvolvimento do espermatozoide (espermatogênese) e a liberação do óvulo dos ovários (ovulação) podem ser prejudicados pelo hipogonadismo, o que, dependendo do grau de gravidade, pode resultar em infertilidade parcial ou completa. 
Em janeiro de 2020, o Colégio Americano de Médicos emitiu diretrizes clínicas para o tratamento com testosterona em homens adultos com níveis baixos de testosterona relacionados à idade. As diretrizes são apoiadas pela Academia Americana de Médicos de Família. As diretrizes incluem discussões com o paciente sobre o tratamento com testosterona para disfunção sexual; avaliação anual do paciente em relação a possíveis melhorias notáveis e, se não houver nenhuma, interromper o tratamento com testosterona; os médicos devem considerar tratamentos intramusculares, em vez de tratamentos transdérmicos, devido aos custos e porque a eficácia e os danos de ambos os métodos são semelhantes; e o tratamento com testosterona por razões que não sejam possíveis melhorias na disfunção sexual pode não ser recomendado.[1][2]

## Classificação
A deficiência de hormônios sexuais pode resultar em desenvolvimento sexual primário ou secundário defeituoso, ou efeitos de supressão (por exemplo, menopausa precoce) em adultos. O desenvolvimento defeituoso de óvulos ou espermatozoides resulta em infertilidade. O termo hipogonadismo geralmente significa defeitos permanentes, em vez de defeitos transitórios ou reversíveis, e geralmente implica deficiência de hormônios reprodutivos, com ou sem defeitos de fertilidade. O termo é menos comumente usado para infertilidade sem deficiência hormonal. Existem muitos tipos possíveis de hipogonadismo e várias maneiras de categorizá-los. O hipogonadismo também é categorizado por endocrinologistas de acordo com o nível do sistema reprodutivo que está defeituoso. Os médicos medem gonadotrofinas (LH e FSH) para distinguir o hipogonadismo primário do secundário. No hipogonadismo primário, o LH e/ou FSH geralmente estão elevados, o que significa que o problema está nos testículos (hipogonadismo hipergonadotrópico), enquanto no hipogonadismo secundário, ambos estão normais ou baixos, o que sugere que o problema está no cérebro (hipogonadismo hipogonadotrópico).
Sistema afetado
O hipogonadismo resultante de defeitos nas gônadas é chamado de hipogonadismo hipergonadotrópico ou hipogonadismo primário. Exemplos incluem a síndrome de Klinefelter e a síndrome de Turner. Sabe-se que a caxumba causa falência testicular e, nos últimos anos, tem sido imunizada nos Estados Unidos. Uma varicocele também pode reduzir a produção hormonal. [citação necessária] O hipogonadismo resultante de defeitos hipotalâmicos ou hipofisários é denominado hipogonadismo hipogonadotrópico (HH), hipogonadismo secundário ou hipogonadismo central (referindo-se ao sistema nervoso central).[3]  
- Exemplos de defeitos hipotalâmicos incluem a síndrome de Kallmann;
- Exemplos de defeitos hipofisários incluem hipopituitarismo e hipoplasia da hipófise;
- Um exemplo de hipogonadismo resultante da falta de resposta hormonal é a síndrome de insensibilidade aos andrógenos, na qual há receptores inadequados para se ligarem à testosterona, resultando em fenótipos clínicos variados das características sexuais apesar de cromossomos XY;[3]

- O hipogonadismo hipogonadotrópico isolado (IHH), também chamado de hipogonadismo hipogonadotrópico idiopático ou congênito (CHH), bem como deficiência isolada ou congênita do hormônio liberador de gonadotropina (IGD), representa um pequeno subconjunto de casos de hipogonadismo hipogonadotrópico (HH) devido à deficiência ou insensibilidade ao hormônio liberador de gonadotropina (GnRH), em que a função e a anatomia da hipófise anterior são normais e causas secundárias de HH não estão presentes.

Primário ou secundário
- Primário - o defeito é inerente à própria gônada: por exemplo, síndrome de Noonan, síndrome de Turner (45X,0), síndrome de Klinefelter (47XXY), XY com gene SRY não funcional;

- Secundário - o defeito está fora da gônada: por exemplo, síndrome do ovário policístico e síndrome de Kallmann, também chamada de hipogonadismo hipogonadotrópico. Hemocromatose e diabetes mellitus também podem ser causas desse tipo de hipogonadismo.

Congênito vs. Adquirido
Exemplos de causas congênitas de hipogonadismo, ou seja, causas que estão presentes desde o nascimento: [citação necessária]  
- Síndrome de Turner e síndrome de Klinefelter. Também é um dos sinais da síndrome de CHARGE.

Exemplos de causas adquiridas de hipogonadismo:
- Deficiência de andrógenos induzida por opioides (resultante do uso prolongado de drogas da classe de opioides, como codeína, di-hidrocodeína, morfina, oxycodona, metadona, fentanil, hidromorfona, etc.);
- Hipogonadismo induzido por esteroides anabolizantes (ASIH);
- Caxumba na infância;
- Crianças nascidas de mães que ingeriram o disruptor endócrino dietilestilbestrol para prevenir abortos espontâneos;
- Traumatismo cranioencefálico, mesmo na infância;
- Nos homens, o envelhecimento normal causa uma diminuição dos andrógenos, o que às vezes é chamado de "menopausa masculina" (também conhecida como "manopausa"), hipogonadismo de início tardio (HIT), "andropausa" ou declínio androgênico no homem idoso (DAIM), entre outros nomes. É um sintoma de hemocromatose hereditária.

Hormônios vs. fertilidade
O hipogonadismo pode envolver apenas a produção de hormônios ou apenas a fertilidade, mas na maioria dos casos envolve ambos. [citação necessária] 
- Exemplos de hipogonadismo que afetam mais a produção de hormônios do que a fertilidade são o hipopituitarismo e a síndrome de Kallmann; em ambos os casos, a fertilidade é reduzida até que os hormônios sejam substituídos, mas pode ser alcançada apenas com reposição hormonal;
- Exemplos de hipogonadismo que afetam mais a fertilidade do que a produção de hormônios são a síndrome de Klinefelter e a síndrome de Kartagener.

Outros  
O hipogonadismo pode ocorrer em outras condições, como a síndrome de Prader-Willi.

## Sinais e sintomas
Mulheres com hipogonadismo não começam a menstruar e isso pode afetar sua altura e desenvolvimento dos seios. O início em mulheres após a puberdade causa cessação da menstruação, libido reduzida, perda de pelos no corpo e ondas de calor. Nos homens, causa desenvolvimento muscular e de pelos no corpo prejudicado, ginecomastia, altura reduzida, disfunção erétil e dificuldades sexuais. Se o hipogonadismo for causado por um distúrbio do sistema nervoso central (por exemplo, um tumor cerebral), isso é conhecido como hipogonadismo central. Sinais e sintomas de hipogonadismo central podem envolver dores de cabeça, visão prejudicada, visão dupla, secreção leitosa das mamas e sintomas causados por outros problemas hormonais.
Hipogonadismo hipogonadotrópico
Os sintomas do hipogonadismo hipogonadotrópico, um subtipo de hipogonadismo, incluem desenvolvimento tardio, incompleto ou ausente na puberdade, e às vezes estatura baixa ou incapacidade de sentir o cheiro; em mulheres, falta de desenvolvimento dos seios e ausência de menstruação, e em homens falta de desenvolvimento sexual, como pelos faciais, aumento do pênis e testículos, e aprofundamento da voz.

## Diagnóstico
Mulheres  
A medição dos níveis séricos de LH e FSH é frequentemente usada para avaliar o hipogonadismo em mulheres, especialmente quando se suspeita que a menopausa esteja ocorrendo. Esses níveis variam durante o ciclo menstrual normal de uma mulher, portanto, a história de interrupção da menstruação juntamente com níveis elevados auxilia no diagnóstico de menopausa. Normalmente, uma mulher pós-menopausa não é chamada de hipogonadal se estiver dentro da faixa etária típica da menopausa. Isso contrasta com uma mulher jovem ou adolescente, que teria hipogonadismo em vez de menopausa. Isso ocorre porque o hipogonadismo é uma anormalidade, enquanto a menopausa é uma mudança normal nos níveis hormonais. Em qualquer caso, os níveis de LH e FSH aumentarão nos casos de hipogonadismo primário ou menopausa, enquanto serão baixos em mulheres com hipogonadismo secundário ou terciário. 
O hipogonadismo é frequentemente descoberto durante a avaliação da puberdade atrasada, mas atrasos considerados normais, que eventualmente resultam em desenvolvimento puberal normal, são chamados de atraso constitucional. Pode ser descoberto durante a avaliação da infertilidade em homens ou mulheres. 
Homens  
Baixos níveis de testosterona podem ser identificados por meio de um simples exame de sangue realizado em laboratório, solicitado por um profissional de saúde. O sangue para o teste deve ser coletado nas primeiras horas da manhã, quando os níveis estão mais altos, pois os níveis podem diminuir em até 13% durante o dia, e todas as faixas de referência normais são baseadas em níveis matinais. No entanto, baixos níveis de testosterona na ausência de quaisquer sintomas não necessariamente precisam ser tratados. 
Os níveis normais de testosterona total dependem da idade do homem, mas geralmente variam de 240 a 950 ng/dL (nanogramas por decilitro) ou 8,3 a 32,9 nmol/L (nanomoles por litro). De acordo com a Associação Americana de Urologia, o diagnóstico de baixa testosterona pode ser confirmado quando o nível de testosterona total está abaixo de 300 ng/dL. Alguns homens com níveis normais de testosterona total apresentam baixos níveis de testosterona livre ou disponível, o que ainda pode ser responsável por seus sintomas. Homens com baixos níveis séricos de testosterona devem ter outros hormônios verificados, especialmente o hormônio luteinizante, para ajudar a determinar por que seus níveis de testosterona estão baixos e escolher o tratamento mais adequado (notavelmente, a reposição de testosterona geralmente não é adequada para formas secundárias ou terciárias de hipogonadismo masculino, nas quais os níveis de LH geralmente estão reduzidos). 
O tratamento geralmente é prescrito para níveis de testosterona total abaixo de 230 ng/dL com sintomas. Se o nível de testosterona total no soro estiver entre 230 e 350 ng/dL, a testosterona livre ou disponível deve ser verificada, pois frequentemente estão baixas quando o total é marginal. 
A faixa padrão fornecida é baseada em idades amplamente variadas e, dado que os níveis de testosterona naturalmente diminuem com o envelhecimento humano, as médias específicas por faixa etária devem ser levadas em consideração ao discutir o tratamento entre médico e paciente. Nos homens, os níveis de testosterona caem aproximadamente de 1 a 3% a cada ano.   

## Rastreamento
O rastreamento de homens que não apresentam sintomas de hipogonadismo não é recomendado a partir de 2018. 

## Tratamento
O hipogonadismo primário ou hipogonadotrópico hipergonadotrópico masculino geralmente é tratado com terapia de reposição de testosterona, desde que não estejam tentando conceber. 
Em terapia de reposição de testosterona de curto e médio prazo, não há aumento do risco de eventos cardiovasculares (incluindo derrames, ataques cardíacos e outras doenças cardíacas). A segurança a longo prazo da terapia ainda não é conhecida. Efeitos colaterais podem incluir elevação do hematócrito a níveis que requerem retirada de sangue (flebotomia) para evitar complicações decorrentes do espessamento excessivo do sangue. A ginecomastia (crescimento das mamas em homens) às vezes ocorre. Por fim, alguns médicos têm preocupação de que a apneia obstrutiva do sono possa piorar com a terapia de reposição de testosterona e deve ser monitorada. 
Historicamente, homens com risco de câncer de próstata eram alertados contra a terapia de testosterona, mas isso se mostrou um mito. 
Outro tratamento para o hipogonadismo é a gonadotropina coriônica humana (hCG). Isso estimula o receptor de LH, promovendo a síntese de testosterona. Isso não será eficaz em homens cujos testículos simplesmente não conseguem mais sintetizar testosterona (hipogonadismo primário), e a falha no tratamento com hCG é um suporte adicional para a existência de uma verdadeira falha testicular em um paciente. É especialmente indicado para homens com hipogonadismo que desejam preservar sua fertilidade, pois não suprime a espermatogênese (produção de espermatozoides) como a terapia de reposição de testosterona faz. 
Tanto para homens quanto para mulheres, uma alternativa à reposição de testosterona é o tratamento com baixas doses de clomifeno, que pode estimular o organismo a aumentar naturalmente os níveis hormonais, evitando a infertilidade e outros efeitos colaterais que podem resultar da terapia direta de reposição hormonal. O clomifeno bloqueia o estrogênio de se ligar a alguns receptores de estrogênio no hipotálamo, causando assim um aumento na liberação do hormônio liberador de gonadotropina e subsequentemente do LH da hipófise. O clomifeno é um modulador seletivo do receptor de estrogênio (SERM). Geralmente, o clomifeno não apresenta efeitos adversos nas doses usadas para esse fim. 